# Rhamnales
No sistema de Cronquist de classificação científica dos vegetais, Rhamnales é uma ordem de plantas dicotiledóneas que incluía três famílias bem representadas nas zonas temperadas. Geralmente lenhosas, muitas trepadoras, algumas ervas. Têm sempre um disco nectarífero intraestaminal, que procede do verticilo interno dos estames. A diferenciação entre famílias pelo número de óvulos por lóculo, Vitaceae, com 2 óvulos por lóculo e Rhamnaceae, com 1 óvulo por lóculo.
Na classificação filogenética esta ordem não existe.